# 코드곶

케이프코드가 있는 매사추세츠주의 지도

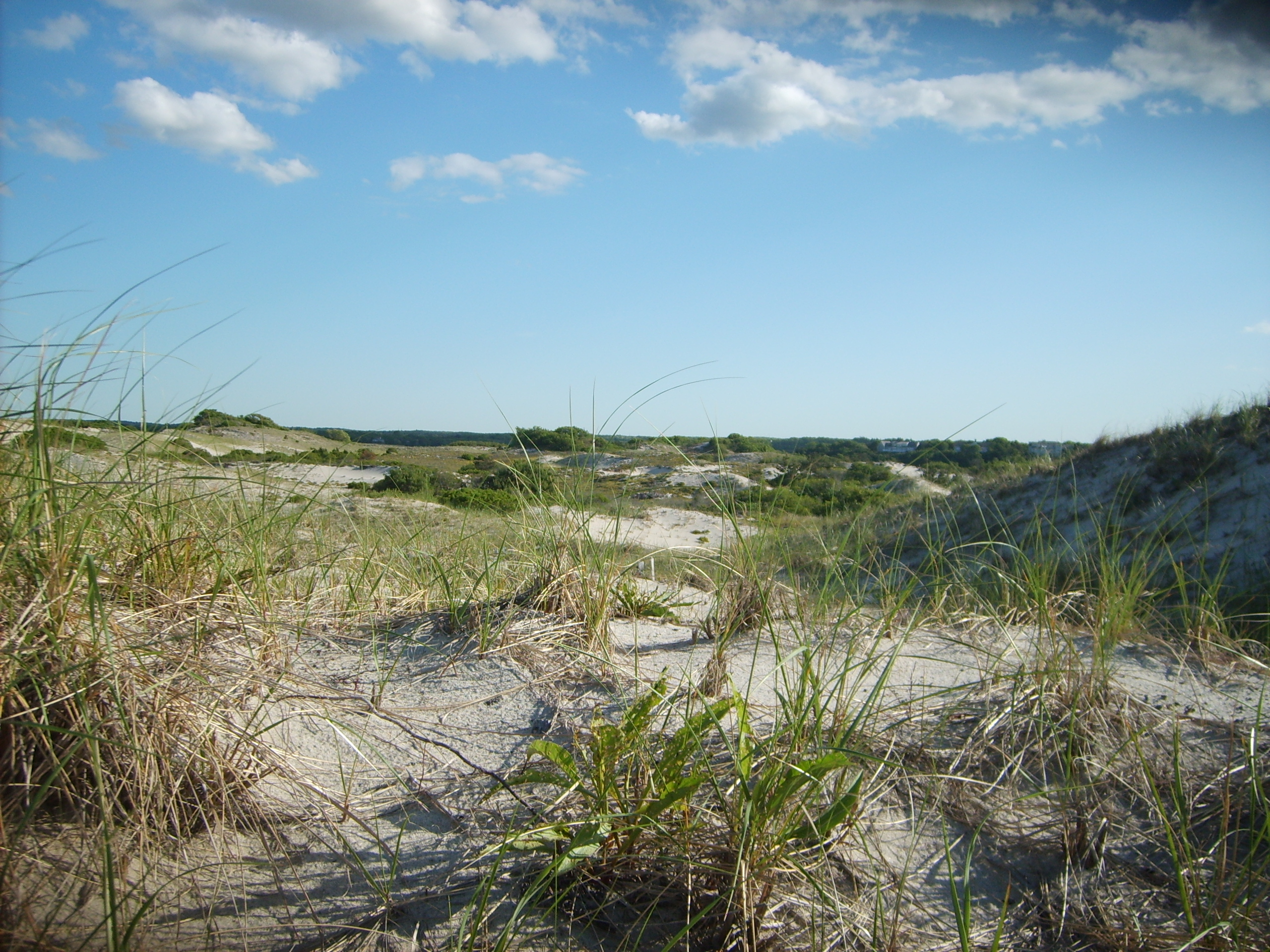
샌디 넥의 모래 둔덕

코드곶(Cape Cod)는 미국 매사추세츠주 남동부에 있는 곶이다. 캐이프 코드 아래에는 마서스비니어드섬 과 낸터킷섬이 있다.

## 기원
길이 약 60 km. 너비 5∼20 km. L자형의 반도는 남쪽으로 이어지는 낸터킷 외의 여러 섬과 함께 빙하의 퇴석이 파식작용으로 변형된 것인데 사주 ·간석지 ·작은 호수 등이 많다. 또한 이 L자형 반도는 오래된 해안 침식작용으로 해안선이 활 모양으로 구부러져있다. 지명은 앞바다에 래브라도 한류가 흘러 '대구'(Cod)가 많이 잡히기 때문에 코드라고 하였다.
반도의 기부(基部)에는 케이프코드 운하가 통한다. 반도 기부에는 코드곶 운하가 있어 보스턴과 뉴욕 사이의 항로를 단축시키고 있다. 북쪽 끝 레이스곶(串) 부근에 있는 프로빈스타운은 1620년 메이플라워호의 청교도가 상륙한 지점으로 높이 85m의 기념탑이 있고, 남쪽 끝의 우즈홀에는 해양학 연구소가 있다.
1620년도에 메이플라워호를 타고 온 청교도들이 상륙하였던 곳으로도 유명한 이곳은, 존 F. 케네디와 빌 클린턴 전 미국 대통령 등이 여름 휴가를 보내기도 한 곳이다.

## 기후
미세한 해안의 영향으로 습한 대륙성 기후를 띄고 있다. 비록 케이프코드의 기후는 본토 기후보다 온화하지만 극도로 심한 날씨도 있었다. 1954년에는 눈보라가 쳤었고, 1938년에는 허리케인이 발생했다. 대서양의 영향으로 보통 케이프코드의 기후는, 여름에는 약간 시원하고 겨울에는 조금 따뜻하다. 대부분 사람들이 케이프코드의 기후는 따뜻한 걸프강에 의해 영향을 많이 받는다고 생각하지만, 그 걸프강의 수류는 버지니아 해안의 동쪽으로 향한다. 즉, 케이프코드의 수류는 주로 캐나디안 라브레도류의 영향을 받는다. 즉, 바다 온도는 상위 케이프의 얕은 서쪽 해안을 제외하고, 좀처럼 65 °F (18 °C)이상 올라가지 않는다. 또, 케이프코드는 지연된 봄 시즌으로 악명이 높다. 겨울의 찬 기운이 아직도 바다에 의해 영향을 받고 있는 것이다. 하지만 가을에는 비교적 온화한 날씨를 보여준다. 케이프코드의 가장 더울 때는 104 °F (40 °C)였고 가장 추울 때는 -12 °F (-24 °C)였다.
| Cape Cod의 기후                 | Cape Cod의 기후 | Cape Cod의 기후 | Cape Cod의 기후 | Cape Cod의 기후 | Cape Cod의 기후 | Cape Cod의 기후 | Cape Cod의 기후 | Cape Cod의 기후 | Cape Cod의 기후 | Cape Cod의 기후 | Cape Cod의 기후 | Cape Cod의 기후 | Cape Cod의 기후 |
| 월                              | 1월             | 2월             | 3월             | 4월             | 5월             | 6월             | 7월             | 8월             | 9월             | 10월            | 11월            | 12월            | 연간            |
| ------------------------------- | --------------- | --------------- | --------------- | --------------- | --------------- | --------------- | --------------- | --------------- | --------------- | --------------- | --------------- | --------------- | --------------- |
| 일평균 최고 기온 °C (°F)        | 35.7 (2.1)      | 36.5 (2.5)      | 43.2 (6.2)      | 53.1 (11.7)     | 62.5 (16.9)     | 74.3 (23.5)     | 79.5 (26.4)     | 80.0 (26.7)     | 77.1 (25.1)     | 65.1 (18.4)     | 54.6 (12.6)     | 41.8 (5.4)      | 80.0 (26.7)     |
| 일평균 최저 기온 °C (°F)        | 22.4 (−5.3)     | 23.0 (−5.0)     | 29.6 (−1.3)     | 36.9 (2.7)      | 47.7 (8.7)      | 58.3 (14.6)     | 66.6 (19.2)     | 68.5 (20.3)     | 60.0 (15.6)     | 49.9 (9.9)      | 39.1 (3.9)      | 28.0 (−2.2)     | 22.4 (−5.3)     |
| 평균 강수량 mm (인치)           | 3.86 (98)       | 2.97 (75)       | 3.74 (95)       | 3.64 (92)       | 3.29 (84)       | 3.02 (77)       | 2.45 (62)       | 2.56 (65)       | 2.94 (75)       | 3.34 (85)       | 3.57 (91)       | 3.65 (93)       | 39.01 (991)     |
| 출처: 세계 기상 기구 (국제연합) |                 |                 |                 |                 |                 |                 |                 |                 |                 |                 |                 |                 |                 |

## 교통
버스, 철도, 택시가 주로 케이프코드의 교통 수단이다. Cape Cod Regional Transit Authority(CCRTA)에서는 브리즈라 부르는 버스 시스템을 구축했다. 정규 탑승자 철도는 이용되었다가 1959년 6월 30일을 기점으로 문을 닫았다. 1978년에 철도 이용을 자전거로 대체하였다. 택시는 어디에서나 볼 수 있을 정도로 굉장히 많았고, 요금은 거리보다는 사람 수에 따라 부과되었다. Downtown Hyannis에서 Barnstable Village까지의 택시비는 $20 달러에서 $25달러 사이이다.